# Ceremony of Opposites
Ceremony of Opposites är det tredje fullängdsalbumet av den schweiziska metalgruppen Samael, utgivet av Century Media 1994. 

## Historia
Ceremony of Opposites spelades in i Woodhouse Studios i Hagen, Tyskland i januari 1994 och producerades av Waldemar Sorychta. Texterna är skrivna av Vorphalack och all musik är skriven av Xytras förutom "To Our Martyrs" som han skrivit tillsammans med Vorphalack. Förutom dessa två medverkar på skivan även Masmiseîm på bas och Rodolphe H. på keyboards. Utöver CD-utgåvan släpptes en begränsad upplaga om 2 000 exemplar på vinyl. En återutgåva med hela Rebellion-EP:n som bonus släpptes av Century Media 2001.
Albumets omslagsbilder är skapade av Eric Vuille och layouten är gjord av C. Otterbach.

## Låtlista
1. "Black Trip" - 3:19
2. "Celebration of the Fourth" - 2:53
3. "Son of Earth" - 3:58
4. "'Till We Meet Again" - 4:11
5. "Mask of the Red Death" - 3:04
6. "Baphomet's Throne" - 3:30
7. "Flagellation" - 3:41
8. "Crown" - 2:37
9. "To Our Martyrs" - 2:37
10. "Ceremony of Opposites" - 4:39

## Banduppsättning
- Xytras - trummor
- Vorphalack - sång, gitarr
- Masmiseîm - bas
- Rodolphe H. – keyboards, sampling

### Övriga medverkande
- Waldemar Sorychta - producent
- C. Otterbach - layout
- Eric Vuille - omslagsbilder